# Бляшанка

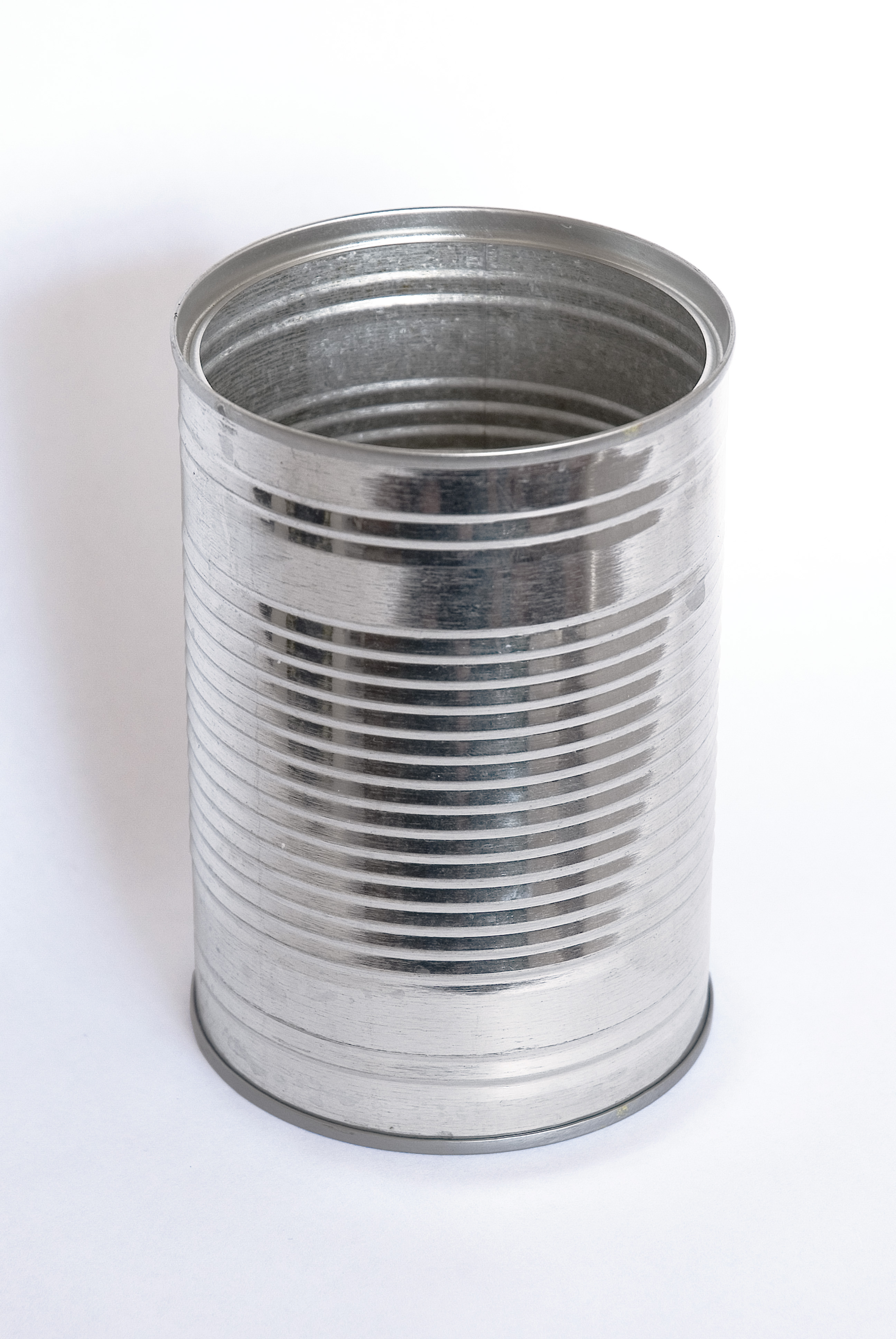
Бляшанка

Бляша́нка, бляша́на ба́нка, консе́рвна ба́нка — посуд з бляхи для довготермінового зберігання харчових продуктів у герметичному середовищі.

## Історія
Перша бляшанка з'явилася у 1810 році. Британець Пітер Дюран запозичив ідею у французів, використовуючи замість скла бляшану тару. Вже через три роки англійська армія отримувала їжу у важких сталевих контейнерах. Вага одного досягала 0,5 кг (без вмісту). Відкрити бляшанку було не так просто — у хід йшли молотки та сокири. Згодом нові технології дозволили робити банки з тоншими стінками, тоді ж почали з'являтися ножі для відкривання бляшанок. Раніше, при виробництві бляшанок застосовувався свинець, який містився у припої швів, що призводило до повільного отруєння цим металом.
Через 48 років після винаходу бляшанки, було запатентовано перший консервний ніж, яким користувалися солдати під час Громадянської війни в США. Ще пізніше, у 1870 році, було створено «цивільну» модель ножа, що дійшла до наших днів. У 1925 році коліща ножа стало зубчастим. Перший електричний консервний ніж було продано у 1931 році.
Бляшанка має відношення до походження терміна «спам». З'явилося воно у 1936 році, під такою маркою американська компанія випустила гострі м'ясні консерви («SPiced hAM») у бляшанках. Щоби збути їхні запаси не першої свіжості після Другої світової війни, була проведена потужна рекламна кампанія, яка стала еталоном набридливості після скетчу трупи «Монті Пайтон». У 1986 році в конференціях Usenet з'явилося багато однакових повідомлень від якогось Дейва Родеса, який рекламував нову фінансову піраміду. Хтось провів аналогію між таким розсиланням і консервами, і з тих пір слово SPAM закріпилося у новому значенні.

## Бляшанка в масовій культурі

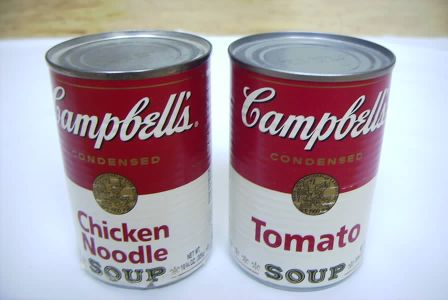
Campbell's. Одна з найвідоміших робіт Енді Воргола

У 1962 році Енді Воргол (Андрій Варгола, американський художник українського походження) зобразив на своїй картині консерви фірми «Campbell's» і продавав їх по 100 доларів за штуку. Всього Енді Воргол створив 48 подібних робіт і з них всього 10 дійсно великих, розміром 182 на 132 сантиметри. Тепер майже всі вони перебувають у світових музеях.
10 листопада 2010 року, в Нью-Йорку на аукціоні «Christie's» була продана робота Енді Воргола «Велика банка супу „Кемпбелл“ з відкривачкою». Її купили за $ 23,9 млн.